# Album al numero uno nella Billboard 200 nel 2009

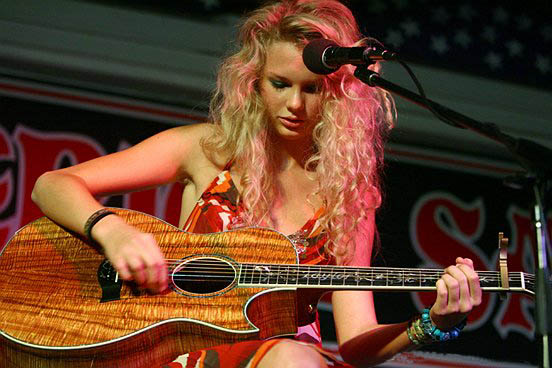
Fearless, il secondo album della cantautrice americana Taylor Swift, è stato l'album più venduto del 2009, con circa 3.2 milioni di copie.

Di seguito è proposta la lista degli album al numero uno nella Billboard 200 nel 2009. La Billboard 200, pubblicata dalla rivista Billboard, è una classifica settimanale che considera i 200 album e EP più venduti negli Stati Uniti. I dati sono raccolti e compilati dalla Nielsen SoundScan prendendo in considerazione le vendite fisiche e digitali degli album accumulate settimanalmente.
Fearless, il secondo album in studio della cantautrice country Taylor Swift, è stato l'album più venduto del 2009 e, grazie a 11 settimane non consecutive (2 nel 2008 e 9 nel 2009), anche l'album con la più lunga permanenza in vetta dell'anno. L'album è stato anche quello con le migliori prestazioni generali ottenute, concludendo alla prima posizione della classifica di fine anno Billboard 200 Year-End.

## Billboard 200
| † | Indica l'album con le migliori prestazioni del 2009 |

| Data         | Album                             | Artista             | Tot. sett. #1 | Unità vendute | Fonti  |
| ------------ | --------------------------------- | ------------------- | ------------- | ------------- | ------ |
| 2 gennaio    | Fearless †                        | Taylor Swift        | 11            | 330.000       | [ 4 ]  |
| 9 gennaio    | Fearless †                        | Taylor Swift        | 11            | 262.000       | [ 5 ]  |
| 16 gennaio   | Fearless †                        | Taylor Swift        | 11            | 90.000        | [ 6 ]  |
| 23 gennaio   | Fearless †                        | Taylor Swift        | 11            | 72.000        | [ 7 ]  |
| 30 gennaio   | Fearless †                        | Taylor Swift        | 11            | 63.000        | [ 8 ]  |
| 6 febbraio   | Fearless †                        | Taylor Swift        | 11            | 63.000        | [ 9 ]  |
| 13 febbraio  | Working on a Dream                | Bruce Springsteen   | 1             | 224.000       | [ 10 ] |
| 20 febbraio  | The Fray                          | The Fray            | 1             | 179.000       | [ 11 ] |
| 27 febbraio  | Fearless †                        | Taylor Swift        | 11            | 92.000        | [ 12 ] |
| 6 marzo      | Fearless †                        | Taylor Swift        | 11            | 62.000        | [ 13 ] |
| 13 marzo     | Fearless †                        | Taylor Swift        | 11            | 73.000        | [ 14 ] |
| 20 marzo     | No Line on the Horizon            | U2                  | 1             | 484.000       | [ 15 ] |
| 27 marzo     | All I Ever Wanted                 | Kelly Clarkson      | 2             | 255.000       | [ 16 ] |
| 3 aprile     | All I Ever Wanted                 | Kelly Clarkson      | 2             | 90.000        | [ 17 ] |
| 10 aprile    | Now 30                            | Artisti vari        | 1             | 146.000       | [ 18 ] |
| 17 aprile    | Defying Gravity                   | Keith Urban         | 1             | 171.000       | [ 19 ] |
| 24 aprile    | Unstoppable                       | Rascal Flatts       | 1             | 351.000       | [ 20 ] |
| 1º maggio    | Hannah Montana: The Movie         | Miley Cyrus         | 1             | 133.000       | [ 21 ] |
| 8 maggio     | Deeper Than Rap                   | Rick Ross           | 1             | 158.000       | [ 22 ] |
| 15 maggio    | Together Through Life             | Bob Dylan           | 1             | 125.000       | [ 23 ] |
| 22 maggio    | Epiphany                          | Chrisette Michele   | 1             | 83.000        | [ 24 ] |
| 29 maggio    | 21st Century Breakdown            | Green Day           | 1             | 215.000       | [ 25 ] |
| 5 giugno     | Relapse                           | Eminem              | 2             | 608.000       | [ 26 ] |
| 12 giugno    | Relapse                           | Eminem              | 2             | 211.000       | [ 27 ] |
| 19 giugno    | Big Whiskey and the GrooGrux King | Dave Matthews Band  | 1             | 424.000       | [ 28 ] |
| 26 giugno    | The E.N.D.                        | The Black Eyed Peas | 2             | 304.000       | [ 29 ] |
| 3 luglio     | Lines, Vines and Trying Times     | Jonas Brothers      | 1             | 247.000       | [ 30 ] |
| 10 luglio    | The E.N.D.                        | The Black Eyed Peas | 2             | 88.000        | [ 31 ] |
| 17 luglio    | Now 31                            | Artisti vari        | 1             | 169.000       | [ 32 ] |
| 24 luglio    | BLACKsummers'night                | Maxwell             | 1             | 316.000       | [ 33 ] |
| 31 luglio    | Leave This Town                   | Daughtry            | 1             | 269.000       | [ 34 ] |
| 7 agosto     | Here We Go Again                  | Demi Lovato         | 1             | 108.000       | [ 35 ] |
| 14 agosto    | Loso's Way                        | Fabolous            | 1             | 99.000        | [ 36 ] |
| 21 agosto    | Live on the Inside                | Sugarland           | 1             | 76.000        | [ 37 ] |
| 28 agosto    | Twang                             | George Strait       | 1             | 155.000       | [ 38 ] |
| 4 settembre  | Keep on Loving You                | Reba McEntire       | 1             | 96.000        | [ 39 ] |
| 11 settembre | Breakthrough                      | Colbie Caillat      | 1             | 106.000       | [ 40 ] |
| 18 settembre | I Look to You                     | Whitney Houston     | 1             | 305.000       | [ 41 ] |
| 25 settembre | The Blueprint 3                   | Jay-Z               | 2             | 476.000       | [ 42 ] |
| 2 ottobre    | The Blueprint 3                   | Jay-Z               | 2             | 298.000       | [ 43 ] |
| 9 ottobre    | Backspacer                        | Pearl Jam           | 1             | 189.000       | [ 44 ] |
| 16 ottobre   | Love Is the Answer                | Barbra Streisand    | 1             | 180.000       | [ 45 ] |
| 23 ottobre   | Crazy Love                        | Michael Bublé       | 2             | 132.000       | [ 46 ] |
| 30 ottobre   | Crazy Love                        | Michael Bublé       | 2             | 213.000       | [ 47 ] |
| 6 novembre   | New Moon                          | Artisti vari        | 1             | 153.000       | [ 48 ] |
| 13 novembre  | This Is It                        | Michael Jackson     | 1             | 373.000       | [ 49 ] |
| 20 novembre  | Play On                           | Carrie Underwood    | 1             | 318.000       | [ 50 ] |
| 27 novembre  | The Circle                        | Bon Jovi            | 1             | 163.000       | [ 51 ] |
| 4 dicembre   | Battle Studies                    | John Mayer          | 1             | 286.000       | [ 52 ] |
| 11 dicembre  | I Dreamed a Dream                 | Susan Boyle         | 6             | 701.000       | [ 53 ] |
| 18 dicembre  | I Dreamed a Dream                 | Susan Boyle         | 6             | 527.000       | [ 54 ] |
| 25 dicembre  | I Dreamed a Dream                 | Susan Boyle         | 6             | 582.000       | [ 55 ] |

Note:
1. 1 2  Ha raggiunto il numero uno anche nel 2008
2. ↑  Accreditata come Hannah Montana
3. ↑  Ha raggiunto il numero uno anche nel 2010